# Otternhagen
Otternhagen ist ein östlicher Ortsteil der Stadt Neustadt am Rübenberge in der niedersächsischen Region Hannover.

## Geografie
Das Dorf ist über die Kreisstraße 314 mit dem Zentrum der Stadt verbunden und erstreckt sich als Straßendorf in einer Länge von etwa vier Kilometern von Nord nach Süd.

## Geschichte
Das Hagenhufendorf findet im Jahr 1215 erstmals urkundliche Erwähnung als „Oterenhagen“, „Uterenhagen“ und „Auterenhagen“. Der Name leitet sich ab vom Namen des örtlichen Flüsschens Auter.
Im Zuge der Gebietsreform in Niedersachsen, die am 1. März 1974 stattfand, wurde die zuvor selbständige Gemeinde Otternhagen in die Stadt Neustadt am Rübenberge eingegliedert.

## Politik

### Ortsrat
Der gemeinsame Ortsrat von Averhoy, Basse, Metel, Otternhagen und Scharrel setzt sich aus elf Ratsmitgliedern zusammen. Im Ortsrat befinden sich zusätzlich 19 beratende Mitglieder.
Sitzverteilung:
- SPD: 4 Sitze
- CDU: 3 Sitze
- Grüne: 2 Sitz
- FDP: 1 Sitz
- UWG: 1 Sitz

(Stand: Kommunalwahl 12. September 2021)

### Ortsbürgermeister
Die Ortsbürgermeisterin ist Christine Nothbaum (CDU). Ihr Stellvertreter ist Hans-Dieter Jaehnke (SPD).

### Wappen
Das Kommunalwappen von Otternhagen stammt von dem Heraldiker und Autor Hermann Ziegler. Nachdem der Ortsrat in seiner Sitzung vom 13. Dezember 2000 die Stadtverwaltung gebeten hatte, den Bürgerverein Otternhagen als Initiator zur Schaffung eines Wappens für Otternhagen zu unterstützen, legte der Bürgerverein Otternhagen dem Ortsrat für seine Sitzung am 13. Juli 2004 einen Entwurf zur Abstimmung vor, der dann einstimmig als offizielles Wappen für Otternhagen beschlossen wurde. Die Stadt Neustadt wurde dann entsprechend informiert und gab bekannt, dass ihrerseits kein weiterer offizieller Beschluss notwendig sei.
| Wappen von Otternhagen | Blasonierung: „Geteilt, oben gespalten. Vorn in Gold zwei grüne Eichenblätter aufrecht am Stiel, hinten in Rot eine schrägrechtsliegende goldene Ähre; unten in Grün über einem erniederten silbernen Wellenbalken ein Silberstreifen.“ |
| Wappen von Otternhagen | Wappenbegründung: Im oberen Bereich weisen die grünen Eichenblätter in Gold symbolhaft auf die Standhaftigkeit der Bewohner von Otternhagen hin. Die goldene Ähre in Rot symbolisiert die Landwirtschaft im Ort. Der untere Bereich deutet auf das Straßendorf (lange gerade Linie), dass durch die Auter (kleines Fließgewässer, das namensgebend war „Auternhagen“) in seiner Siedlungsstruktur geprägt ist. |

## Kultur und Sehenswürdigkeiten

### Bauwerke
- Die Johanneskirche ist etwa im Jahr 1530 zunächst noch als Kapelle erbaut worden, die 1712 zur Kirche erweitert wurde.
- Das Theater auf der Waldbühne ist ein Freilichttheater inmitten einer Naturkulisse und arbeitet seit 1970 mit Laiendarstellern.[9]

### Naturschutzgebiete
- Östlich des Ortes liegt das Naturschutzgebiet Otternhagener Moor.

### Fotogalerie

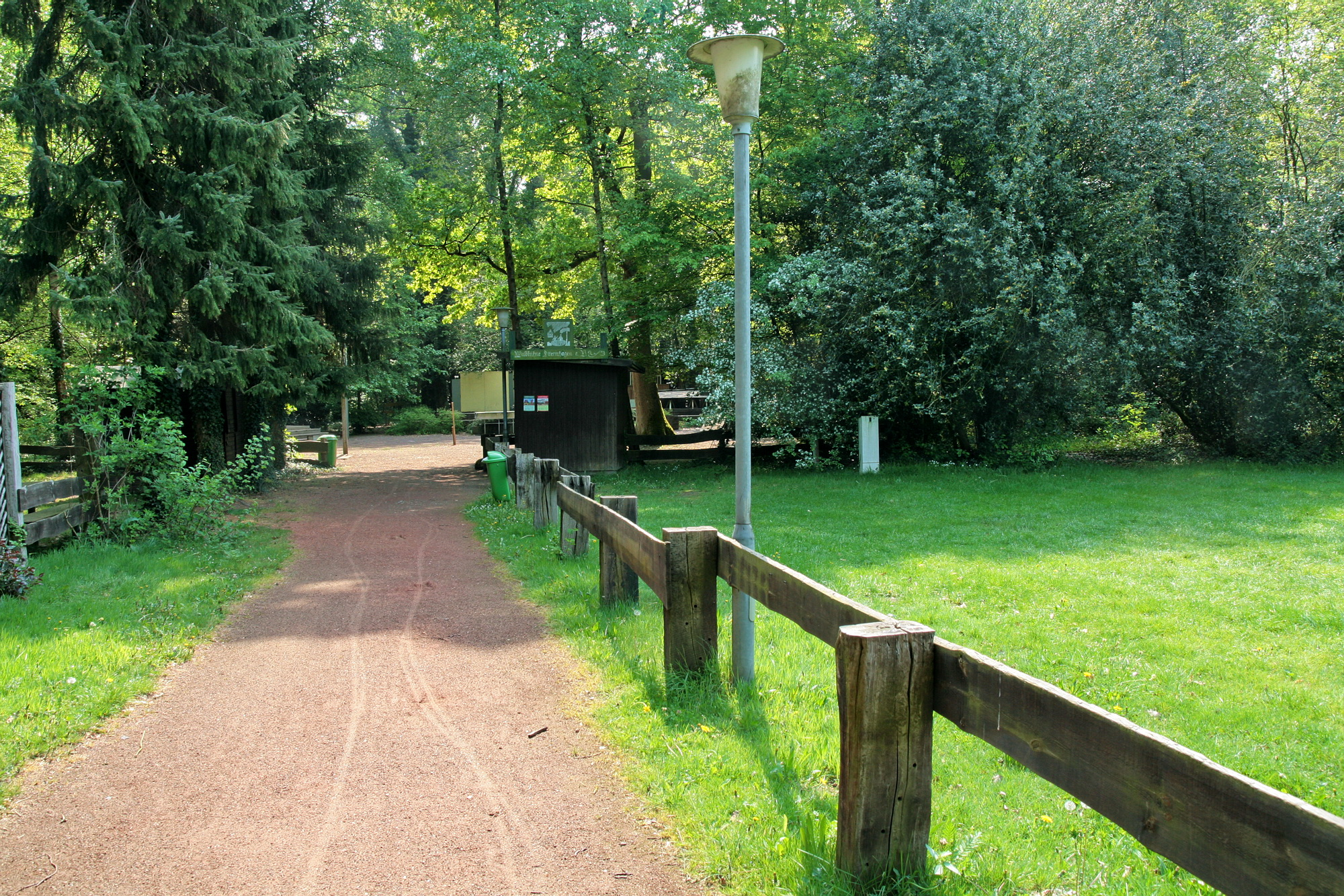
Theater auf der Waldbühne
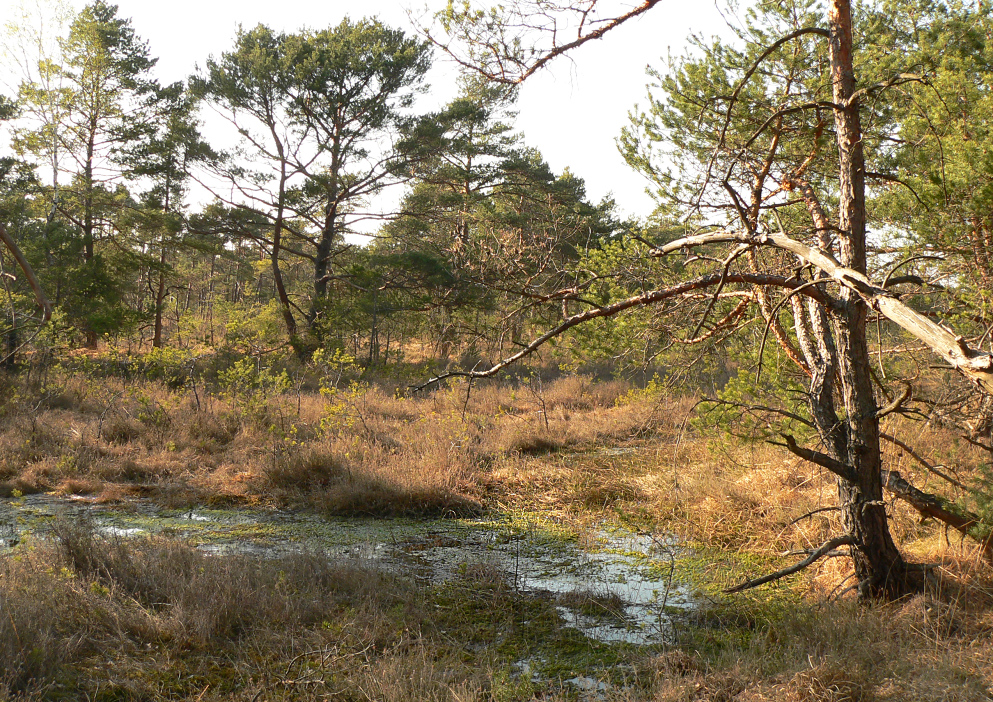
Naturschutzgebiet Otternhagener Moor